# 72ns Premis Tony
La 72ena edició dels Premis Tony va ser celebrada el 10 de juny de 2018 per reconèixer els èxits de les produccions de Broadway durant la temporada 2017–18. La cerimònia es va celebrar al Radio City Music Hall a la ciutat de Nova York i va ser emesa en directe per la cadena de televisió CBS. Sara Bareilles i Josh Groban van ser els presentadors de la gala.
The Bands's Visit va ser la producció que es va emportar més premis, amb un total de 10, entre ells millor musical, millor actor en un musical, millor actriu en un musical i millor actor de repartiment en un musical. Harry Potter and the Cursed Child va guanyar sis premis, incloent el de millor obra.
La cerimònia va rebre bones crítiques, moltes elogiant la presentació de Bareilles i Groban. A la 71ena edició dels Premis Primetime Emmy, la cerimònia va ser nominada a 4 premis: millor especial variat (en directe), millor direcció tècnica, de càmera i de video-control d'una mini sèrie, pel·lícula o especial, millor il·luminació / direcció d'il·luminació d'un especial variat i millor lletra i música original.

## Elegibilitat
Les produccions que van ser estrenades durant la temporada 2017–18 i abans del 22 d'abril de 2016, tenien la possibilitat de ser nominades.
| Obres originals - 1984 - The Children - Farinelli and the King - Harry Potter and the Cursed Child - John Lithgow: Stories by Heart - Junk - Latin History for Morons - Meteor Shower - The Parisian Woman - The Terms of My Surrender | Musicals originals - The Band's Visit - Escape to Margaritaville - Frozen - Mean Girls - Prince of Broadway - SpongeBob SquarePants - Summer: The Donna Summer Musical | Revicals d'obres - Angels in America - Children of a Lesser God - The Iceman Cometh - Lobby Hero - M. Butterfly - Marvin's Room - Saint Joan - Three Tall Women - Time and the Conways - Travesties | Revivals de musicals - Carousel - My Fair Lady - Once on This Island |

Notes
1. ↑  El novembre de 2017, la producció de Broadway de 1984, que va fer actuacions des del 18 de maig fins al 8 d'octubre de 2017 al Hudson Theatre, va ser considerada no elegible per la 72ena edició dels Premis Tony.[8] A l'abril de 2018, El Comitè Administratiu dels Premis Tony va canviar la seva decisió i va considerar 1984 elegible.[5][9]

## Events

### Nominacions
Les nominacions als premis Tony van ser anunciades el dia 1 de maig de 2018 per l'ex-membre de la companyia de Hamilton Leslie Odom Jr. i Katharine McPhee, qui estava protagonitzant el musical Waitress durant aquell temps.
Mean Girls i SpongeBob SquarePants van rebre 12 nominacions, sent així, les produccions amb m´és nominacions de la temporada. The Band's Visit va rebre 11 nominacions, a l'igual que els revivals de Angels in America i Carousel. Harry Potter and the Cursed Child i el revival de My Fair Lady al Lincoln Center Theater van rebre deu nominacions.
Angels in America va batre el rècord de més nominacions als premis Tony d'una obra, amb 11 nominacions; el rècord anterior era de l'obra The Coast of Utopia de 2007 i del revival de 2010 de Fences.

### Altres events
El 2 de maig de 2018, al InterContinental New York Hotel, va tenir lloc el Meet the Nominees Press Reception. L'anual Nominees Luncheon va tenir lloc el 22 de maig de 2018, al Rainbow Room. Per celebrar els receptors dels premis Tony per excel·lència en teatre i els Premis especials, es va celebrar una festa el 4 de juny de 2018 al Softiel New York Hotel.

### Premis de les Arts Creatives
Els premis Tony de les Arts Creatives van ser presentats abans de la cerimònia retransmesa. Els presentadors van ser Brandon Victor Dixon i Marissa Jaret Winokur. Aquesta cerimònia presenta premis en categories tècniques i altres premis especials anunciats prèviament.

## Cerimònia

### Presentadors
La gala va incloure els següents presentadors:
| - Rachel Bloom – presentadora del backstage - Kerry Washington – va presentar el premi al Millor actor en una obra - Tina Fey – va introduir Mean Girls - Carey Mulligan – va presentar el premi a la Millor actriu de repartiment en una obra de teatre - Amy Schumer – va introduir My Fair Lady - Billy Joel – va presentar el premi Tony Especial a Bruce Springsteen - Tituss Burgess – va presentar el premi a la Millor actriu de repartiment en un musical - Ethan Slater – va introduir SpongeBob SquarePants - Erich Bergen i Katharine McPhee – va presentar el premi al Millor llibret d'un musical - Tatiana Maslany – va presentar el premi al Millor actor de repartiment en una obra - Mikhail Baryshnikov – va introduir Carousel - Uzo Aduba – va presentar el premi al Millor actor de repartiment d'un musical - Ming-Na Wen – va presentar el premi a l'Excel·lència en l'educació teatral - Matthew Morrison – va introduir el departament de drama de l'escola secundària Marjory Stoneman Douglas | - Patti LuPone – presentació especial sobre la història dels Tony - Claire Danes – va presentar el premi a la Millor actriu en una obra - James Monroe Iglehart – va introduir Frozen - Chita Rivera i Andrew Lloyd Webber – va presentar el premi a la Millor direcció d'un musical - Jeff Daniels – va presentar el premi a la Millor direcció d'una obra - Christopher Jackson – va presentat el Tribut Un Memoriam - Amanda Sudano, Brooklyn Sudano i Mimi Sommer – van introduir Summer: The Donna Summer Musical - Matt Bomer, Jim Parsons, Zachary Quinto, Andrew Rannells – van presentar el premi a la Millor obra - Melissa Benoist – va introduir Once on This Island - John Leguizamo – va presentar el premi al Millor revival d'una obra - Rachel Brosnahan – va introduir The Band’s Visit - Brandon Victor Dixon i Marissa Jaret Winokur – van presentar el guanyadors de les Arts Creatives - Christine Baranski – va presentar el premi al Millor revival d'un musical - Robert De Niro – va introduir a Bruce Springsteen - Kelli O'Hara – va presentar el premi al Millor actor en un musical - Leslie Odom Jr. – va presentar el premi a la Millor actriu en un musical - Bernadette Peters – va presentar el premi al Millor musical |

### Actuacions
Durant la cerimònia, els següents actors, actrius i produccions van actuar:
| - "This One’s for You" – Sara Bareilles & Josh Groban - "Where Do You Belong?" / "Meet the Plastics" – Mean Girls - "The Rain in Spain" / "I Could Have Danced All Night" / "Get Me to the Church on Time" – My Fair Lady - "Bikini Bottom Day" (amb nova lletra) / "I'm Not a Loser" – SpongeBob SquarePants - "8 Times a Week" (paròdia de "Chandelier" de Sia) – Bareilles & Groban - "Blow High, Blow Low" – Carousel - "Seasons of Love" – departament de drama de l'escola secundària Marjory Stoneman Douglas | - "For the First Time in Forever" / "Let It Go" – Frozen - Chita Rivera i Andrew Lloyd Webber medley – Bareilles & Groban - "For Forever" – Dear Evan Hansen - "Last Dance" – Summer: The Donna Summer Musical - "One Small Girl" / "Mama Will Provide" – Once on This Island - "Omar Sharif" – The Band’s Visit - "My Hometown" – Bruce Springsteen - "This One’s for the Dreamers" – Bareilles & Groban |

## Premis i nominacions
Els guanyadors estan destacats en negreta:
| Millor obra ‡ | Millor musical ‡ |
| --- | --- |
| - Harry Potter and the Cursed Child - Jack Thorne - The Children - Lucy Kirkwood - Farinelli and the King - Claire van Kampen - Junk - Ayad Akhtar - Latin History for Morons - John Leguizamo | - The Band's Visit - Frozen - Mean Girls - SpongeBob SquarePants |
| Millor revival d'una obra ‡ | Millor revival d'un musical ‡ |
| - Angels in America - The Iceman Cometh - Lobby Hero - Three Tall Women - Travesties | - Once on This Island - Carousel - My Fair Lady |
| Millor actor en una obra | Millor actriu en una obra |
| - Andrew Garfield – Angels in America com a Prior Walter - Tom Hollander – Travesties com a Henry Carr - Jamie Parker – Harry Potter and the Cursed Child com a Harry Potter - Mark Rylance – Farinelli and the King com a Rei Felip V d'Espanya - Denzel Washington – The Iceman Cometh as Theodore "Hickey" Hickman | - Glenda Jackson – Three Tall Women com a A - Condola Rashād – Saint Joan com a Joana dArc - Lauren Ridloff – Children of a Lesser God com a Sarah Norman - Amy Schumer – Meteor Shower com a Corky |
| Millor actor en un musical | Millor actriu en un musical |
| - Tony Shalhoub – The Band's Visit com a Tewfiq Zakaria - Harry Hadden-Paton – My Fair Lady com a Henry Higgins - Joshua Henry – Carousel com a Billy Bigelow - Ethan Slater – SpongeBob SquarePants com a SpongeBob SquarePants                                                                                      | - Katrina Lenk – The Band's Visit com a Dina - Lauren Ambrose – My Fair Lady com a Eliza Doolittle - Hailey Kilgore – Once on This Island com a Ti Moune - LaChanze – Summer: The Donna Summer Musical com a Diva Donna / Mary Gaines - Taylor Louderman – Mean Girls com a Regina George - Jessie Mueller – Carousel com a Julie Jordan |
| Millor actor de repartiment en una obra | Millor actriu de repartiment en una obra |
| - Nathan Lane – Angels in America as Roy Cohn - Anthony Boyle – Harry Potter and the Cursed Child as Scorpius Malfoy - Michael Cera – Lobby Hero as Jeff - Brian Tyree Henry – Lobby Hero as William - David Morse – The Iceman Cometh as Larry Slade                                                                 | - Laurie Metcalf – Three Tall Women as B - Susan Brown – Angels in America as Hannah Pitt - Noma Dumezweni – Harry Potter and the Cursed Child as Hermione Granger - Deborah Findlay – The Children as Hazel - Denise Gough – Angels in America as Harper Pitt                                                                           |
| Millor actor de repartiment en un musical | Millor actriu de repartiment en un musical |
| - Ari'el Stachel – The Band's Visit com a Haled - Norbert Leo Butz – My Fair Lady com a Alfred P. Doolittle - Alexander Gemignani – Carousel com a Enoch Snow - Grey Henson – Mean Girls com a Damian Hubbard - Gavin Lee – SpongeBob SquarePants com a Squidward Tentacles                                           | - Lindsay Mendez – Carousel com a Carrie Pipperidge - Ariana DeBose – Summer: The Donna Summer Musical com a Disco Donna - Renée Fleming – Carousel com a Nettie Fowler - Ashley Park – Mean Girls com a Gretchen Wieners - Diana Rigg – My Fair Lady com a Mrs. Higgins                                                                 |
| Millor direcció d'una obra | Millor direcció d'un musical |
| - John Tiffany – Harry Potter and the Cursed Child - Marianne Elliott – Angels in America - Joe Mantello – Three Tall Women - Patrick Marber – Travesties - George C. Wolfe – The Iceman Cometh | - David Cromer – The Band's Visit - Michael Arden – Once on This Island - Tina Landau – SpongeBob SquarePants - Casey Nicholaw – Mean Girls - Bartlett Sher – My Fair Lady |
| Millor llibret d'un musical | Millor banda sonora original (música i/o lletres) |
| - Itamar Moses – The Band's Visit - Jennifer Lee – Frozen - Tina Fey – Mean Girls - Kyle Jarrow – SpongeBob SquarePants | - David Yazbek – The Band's Visit - Adrian Sutton – Angels in America - Kristen Anderson-Lopezi Robert Lopez – Frozen - Jeff Richmond and Nell Benjamin – Mean Girls - Compositors de SpongeBob SquarePants |
| Millor escenografia d'una obra | Millor escenografia d'un musical |
| - Christine Jones – Harry Potter and the Cursed Child - Miriam Buether – Three Tall Women - Jonathan Fensom – Farinelli and the King - Santo Loquasto – The Iceman Cometh - Ian MacNeil and Edward Pierce – Angels in America                                                                                         | - David Zinn – SpongeBob SquarePants - Dane Laffrey – Once on This Island - Scott Pask – The Band's Visit - Scott Pask, Finn Ross, and Adam Young – Mean Girls - Michael Yeargan – My Fair Lady |
| Millor vestuari d'una obra | Millor vestuari d'un musical |
| - Katrina Lindsay – Harry Potter and the Cursed Child - Jonathan Fensom – Farinelli and the King - Nicky Gillibrand – Angels in America - Ann Roth – Three Tall Women - Ann Roth – The Iceman Cometh | - Catherine Zuber – My Fair Lady - Gregg Barnes – Mean Girls - Clint Ramos – Once on This Island - Ann Roth – Carousel - David Zinn – SpongeBob SquarePants |
| Millor il·luminació d'una obra | Millor il·luminació d'un musical |
| - Neil Austin – Harry Potter and the Cursed Child - Paule Constable – Angels in America - Peggy Eisenhauer i Jules Fisher – The Iceman Cometh - Paul Russell – Farinelli and the King - Ben Stanton – Junk | - Tyler Micoleau – The Band's Visit - Kevin Adams – SpongeBob SquarePants - Peggy Eisenhauer and Jules Fisher – Once on This Island - Donald Holder – My Fair Lady - Brian MacDevitt – Carousel |
| Millor disseny de so d'una obra | Millor disseny de so d'un musical |
| - Gareth Fry – Harry Potter and the Cursed Child - Adam Cork – Travesties - Ian Dickinson – Angels in America - Tom Gibbons – 1984 - Dan Moses Schreier – The Iceman Cometh | - Kai Harada – The Band's Visit - Mike Dobson and Walter Trarbach – SpongeBob SquarePants - Peter Hylenski – Once on This Island - Scott Lehrer – Carousel - Brian Ronan – Mean Girls |
| Millor coreografia | Millors orquestracions |
| - Justin Peck – Carousel - Christopher Gattelli – My Fair Lady - Christopher Gattelli – SpongeBob SquarePants - Steven Hoggett – Harry Potter and the Cursed Child - Casey Nicholaw – Mean Girls | - Jamshied Sharifi – The Band's Visit - John Clancy – Mean Girls - Tom Kitt – SpongeBob SquarePants - Annmarie Milazzo and Michael Starobin – Once on This Island - Jonathan Tunick – Carousel |

1. ↑  Els compositors de SpongeBob SquarePants  van ser: Yolanda Adams, Steven Tyler & Joe Perry, Sara Bareilles, Jonathan Coulton, Alex Ebert, The Flaming Lips, Lady Antebellum, Cyndi Lauper & Rob Hyman, John Legend, Panic! at the Disco, Plain White T's, They Might Be Giants, T.I., Domani i Lil'C.

‡ Premi atorgat als productors del musical o obra.

### Premis i nominacions per producció
| Producció                         | Nominacions | Premis |
| --------------------------------- | ----------- | ------ |
| Mean Girls                        | 12          | 0      |
| SpongeBob SquarePants             | 12          | 1      |
| Angels in America                 | 11          | 3      |
| The Band's Visit                  | 11          | 10     |
| Carousel                          | 11          | 2      |
| Harry Potter and the Cursed Child | 10          | 6      |
| My Fair Lady                      | 10          | 1      |
| The Iceman Cometh                 | 8           | 0      |
| Once on This Island               | 8           | 1      |
| Three Tall Women                  | 6           | 2      |
| Farinelli and the King            | 5           | 0      |
| Travesties                        | 4           | 0      |
| Frozen                            | 3           | 0      |
| Lobby Hero                        | 3           | 0      |
| The Children                      | 2           | 0      |
| Junk                              | 2           | 0      |
| Summer: The Donna Summer Musical  | 2           | 0      |
| Children of a Lesser God          | 1           | 0      |
| Latin History for Morons          | 1           | 0      |
| Meteor Shower                     | 1           | 0      |
| 1984                              | 1           | 0      |
| Saint Joan                        | 1           | 0      |

### Persones amb múltiples nominacions
- 3 nominacions: Ann Roth
- 2 nominacions: Peggy Eisenhauer i Jules Fisher; Jonathan Fensom, Christopher Gattelli, Casey Nicholaw, Scott Pask i David Zinn

## Recepció
La gala va rebre bones crítiques. A Metacritic, la cerimònia té una nota mitjana de 79 sobre 100 basada en 5 ressenyes, indicant, "generalment crítiques favorables". David Roonne, de The Hollywood Reporter, va dir: "Bareilles i Groban han complert les seves funcions perfectament, mostrant una química fantàstica entre ells i fent-ho menys sobre ells mateixos que el seu infecciós entusiasme com a "friquis" orgullosos del teatre". Jessica Gelt, de Los Angeles Times, va remarcar: "els amfitrions Josh Groban i Sara Bareilles van alleugerar la nit amb comèdia ben mesurada".

### Espectadors
La cerimònia, retransmesa per CBS, va tenir una mitjana Nielsen de 4.8 en quota de pantalla/11 de share, i va ser vista per 6.3 milions d'espectadors. La quota de pantalla va créixer un 5% respecte a la cerimònia anterior que va arribar als 6 milions d'espectadors, convertint-se així, en la més vista des de 2016.

## In Memoriam
El repartiment de Dear Evan Hansen va cantar "For Forever" i mentre, imatges de personalitats del teatre que havien mort durant l'any eren ensenyades:
| - Barbara Cook - Thomas Meehan - John "Corky" Boyd - Nanette Fabray - Patricia Morison - Frank Corsaro - Danny Daniels - Gemze de Lappe - Roy Dotrice - Michael Friedman - Peter Hall - A. R. Gurney - John Heard - Earle Hyman - Albert Innaurato - Stephen J. Albert - John Mahoney | - Mark Schlegel - Rachel Rockwell - John Heyman - Donald McKayle - David Ogden Stiers - Soon-Tek Oh - Bernard Pomerance - Harvey Schmidt - Sam Shepard - Liz Smith - Richard Wilbur - Louis Zorich - Joseph Bologna - Sammy Williams - Stuart Thompson - Robert Guillaume - Jan Maxwell |